# Бијело Брдо (Ердут)
Бијело Брдо је насеље у источној Славонији, у општини Ердут, Република Хрватска. Према резултатима пописа из 2021. у насељу је живело 1517 становника.

## Географија
Налази се на државном путу Осијек – Ердут. Бијело Брдо је од седишта жупаније удаљено око 15 км.

## Историја
Бело Брдо је 1885. године било у Даљском изборном срезу, са пописаних 1900 душа.

### Други свјетски рат
Српска православна црква у Бијелом Брду, срез Осијек „преуређена је у католичку, а све драгоцености жупници су однели у Осијек“.
Из Осијека и околних села Даља и Бјелог Брда насилно су пресељене 93 староседелачке породице, које су прво отеране у Босну а затим пребачене у Србију. У њихове куће насељени су Хрвати из Далмације.
У Бјелом Брду истог среза одмах по окупацији дошао је жупник Фрања Шегуна а из Даљa Јосиф Асталош и позвали су Србе да пређу у католицизам. Пошто се Срби нису одазвали њиховом позиву, то је 27. септембра 1941. ноћу похапшено из села 15 фамилија и отерано у логор. После овог жупник Шегуна је у својој проповеди поручио Србима „нека се покрсте и нека не слиједе пут ових 15 фамилија које се налазе у логору“. После тога послат је позив сваком домаћину српске куће да оде бележнику у општину и потпише већ готову молбу за прелазак у католичку веру. Заплашени а и да би сачували живот, око 400 српских породица пристало је да пређе у католицизам, тако да су 26. октобра су били колективно покатоличени. Хрватица Марија Сабо која је присуствовала том чину поред осталог каже:
| „ | „Многи су људи плакали, било им је тешко да напусте своју вјеру и што морају пријећи на другу вјеру“. | ” |

Храм Светог Николе – Бјело Брдо
Парохијски храм посвећен преносу моштију Светог Николе је саграђен 1764. године, а звоник је дограђен 1809. године. То је једнобродна грађевина подигнута у духу барокног класицизма, са полукружном олтарском апсидом и високим звоником испред западног улаза. Иконостас је сликао Јован Исаиловић Стерија 1783. године, а зидно сликарство је много касније, између 1850-1854. године извео његов унук Јован Исаиловић млађи.
1941-1945: На почетку Другог светског рата, храм је након присилног покатоличавања, претворен у католичку цркву. Том приликом је иконостас избачен из цркве и уништена је његова дрворезбарија. Радовима на уништавању мобилијара и претварању храма у католичку цркву руководио је фрањевац Камило Колб. Након рата храм је враћен Српској православној цркви. Подигнута је нова олтарска преграда на којој с поред сачуваних икона постављене две старије зографске иконе, и икона Јована Претече коју је за иконостас Српске православне цркве у оближњем Сарвашу сликао Димитрије Бачевић.
1991: У току ратних операција разбијена су четири прозора, а фасада је оштећена мецима.

## Становништво
На попису становништва 2011. године, Бијело Брдо је имало 1.961 становника.

## Попис 1991.
На попису становништва 1991. године, насељено место Бијело Брдо је имало 2.400 становника, следећег националног састава:
| Попис 1991.‍   | Попис 1991.‍  | Попис 1991.‍ | Попис 1991.‍ | Попис 1991.‍ |
| ------------- | ------------ | ----------- | ----------- | ----------- |
|               |              |             |             |             |
| Срби          | Срби         |             | 1.941       | 80,87%      |
| Хрвати        | Хрвати       |             | 217         | 9,04%       |
| Југословени   | Југословени  |             | 97          | 4,04%       |
| Мађари        | Мађари       |             | 11          | 0,45%       |
| Немци         | Немци        |             | 4           | 0,16%       |
| Словенци      | Словенци     |             | 4           | 0,16%       |
| Црногорци     | Црногорци    |             | 4           | 0,16%       |
| Муслимани     | Муслимани    |             | 2           | 0,08%       |
| Грци          | Грци         |             | 1           | 0,04%       |
| Македонци     | Македонци    |             | 1           | 0,04%       |
| Роми          | Роми         |             | 1           | 0,04%       |
| Русини        | Русини       |             | 1           | 0,04%       |
| Словаци       | Словаци      |             | 1           | 0,04%       |
| остали        | остали       |             | 1           | 0,04%       |
| неопредељени  | неопредељени |             | 59          | 2,45%       |
| регион. опр.  | регион. опр. |             | 6           | 0,25%       |
| непознато     | непознато    |             | 49          | 2,04%       |
| укупно: 2.400 |              |             |             |             |

## Спорт
- НК БСК Бијело Брдо
- Бјелобрдски шаховски клуб